# Нуеве-де-Хуліо (округ)
Округ Нуеве-де-Хуліо (ісп. Nueve de Julio) — адміністративно-територіальна одиниця 2-ого рівня у провінції Буенос-Айрес в центральній Аргентині. Адміністративний центр округу — Нуеве-де-Хуліо (ісп. Nueve de Julio).
Населення округу становить 47722 особи (2010). Площа — 4284 кв. км.

## Історія
Округ заснований у 1865 році.

## Населення
У 2010 році населення становило 47722 особи. З них чоловіків — 23140, жінок — 24582.

## Політика
Округ належить до 4-ого виборчого сектору провінції Буенос-Айрес.